# بيتر جاكسون (سياسي)
بيتر جاكسون (بالإنجليزية: Peter Jackson)‏ هو سياسي بريطاني، ولد في 14 أكتوبر 1928 بشفيلد في المملكة المتحدة. حزبياً، نشط في حزب العمال. في الانتخابات العامة في المملكة المتحدة 1966 ‏، انتخب عضو البرلمان الرابع والأربعون للمملكة المتحدة عن دائرة هاي بيك (31 مارس 1966 – 29 مايو 1970).